# Italia en el Festival de la Canción de Eurovisión 2021
Italia participó en el LXV Festival de la Canción de Eurovisión, celebrado en Róterdam, Países Bajos del 18 al 22 de mayo del 2021, tras la victoria de Duncan Laurence con la canción «Arcade». Italia decidió mantener el sistema de elección de los últimos años, con el cual la RAI invita al ganador del prestigioso Festival de San Remo a representar al país dentro del festival de Eurovisión. El festival celebrado del 2 al 6 de marzo de 2021, dio como ganador al grupo de rock Måneskin, y la canción «Zitti e buoni», compuesta por los integrantes de la banda: Damiano David, Victoria De Angelis, Thomas Raggi y Ethan Torchio. El grupo fue confirmado poco después de la realización de la final de San Remo como el participante italiano en Eurovisión.
Italia se convirtió en una de las máximas favoritas para ganar el festival de Eurovisión junto con Malta, Suiza y Francia, hasta que en la semana de ensayos previa al festival lograron subir al primer lugar en las casas de apuestas. Italia, al pertenecer al Big Five, se clasificó automáticamente a la final, consiguiendo finalmente 524 puntos lo que les otorgó la tercera victoria italiana en el festival después de las de 1964 y 1990. Måneskin se situó en 1° lugar del público con 318 puntos y obtuvo 206 puntos del jurado, colocándose en 4° lugar. Así mismo, el grupo conseguiría la primera victoria para una canción del género rock desde 2006 y sus integrantes se convertirían en los primeros ganadores nacidos en el siglo XXI.

## Historia de Italia en el Festival
Italia es uno de los países fundadores del festival, debutando en 1956. Desde entonces el país ha concursado en 45 ocasiones, siendo uno de los países más exitosos del concurso, posicionándose hasta 33 veces dentro de los mejores 10 de la competencia. Italia ha logrado vencer en dos ocasiones el festival: la primera, en 1964, con Gigliola Cinquetti y la canción «Non ho l'età». La segunda vez sucedió en 1990, gracias a la canción «Insieme: 1992» de Toto Cutugno. Recientemente, el país se ausentó durante un gran periodo de tiempo del festival, desde 1998, hasta 2011, sin embargo, desde su regreso se ha convertido en uno de los países con los mejores resultados en los últimos años, posicionándose en 7 ocasiones dentro del Top 10 en las últimas 9 ediciones.
El representante para la edición cancelada de 2020 era el ganador del Festival de San Remo de ese año, Diodato con la balada «Fai Rumore». En 2019, el ganador de San Remo, Mahmood, terminó en 2° posición con 472 puntos en la gran final, con el tema «Soldi».

## Representante para Eurovisión

### Festival de San Remo 2021
El Festival de San Remo de 2021, fue la 71° edición del prestigioso festival italiano. Italia confirmó su participación en el Festival de Eurovisión 2021 el 3 de octubre de 2020. Italia mantuvo su método tradicional utilizado desde 2015, con el cual la RAI invita al ganador de la sección Campioni del Festival de San Remo a participar también en el Festival de Eurovisión. En el caso de una negativa (como la ocurrida en 2016), la RAI podrá invitar a otro artista. La competencia tuvo lugar del 2 al 6 de marzo de 2021, con la participación de 26 intérpretes.
La final del festival, tuvo lugar el 6 de marzo, con la realización de 2 rondas. En la primera, los 26 finalistas interpretaron sus canciones, siendo sometidos a votación, compuesta por un panel de un jurado compuesto por 300 fanes que votaban bajo un sistema electrónico (25%), la votación de la orquesta (25%), la votación de la sala de prensa (25%) y la votación del público (25%). 3 artistas fueron seleccionados para la segunda ronda: Francesca Michielin & Fedez, Måneskin y Ermal Meta. En la segunda ronda, los 3 cantantes se sometieron a una votación a partes iguales entre el jurado demoscópico, la sala de prensa y el público, siendo declarado ganador Måneskin con la canción «Zitti e buoni», tras obtener una media de 40.68% de los votos. Esa misma noche, Måneskin aceptó la invitación de la RAI, con lo cual se convirtieron en los 46° representantes italianos en el festival eurovisivo.
| N.º | Artista                     | Canción                       | Sala de Prensa | Jurado Demoscópico | Televoto | Lugar | Media  |
| --- | --------------------------- | ----------------------------- | -------------- | ------------------ | -------- | ----- | ------ |
| 1   | Ermal Meta                  | «Un milione di cosa da dirti» | 34.71%         | 33.89%             | 18.21%   | 3     | 28.83% |
| 2   | Francesca Michielin & Fedez | «Chiamami per nome»           | 30.13%         | 33.13%             | 28.26%   | 2     | 30.49% |
| 3   | Måneskin                    | «Zitti e buoni»               | 35.16%         | 32.97%             | 53.53%   | 1     | 40.68% |

## En Eurovisión
Italia, al ser uno de los países pertenecientes al Big Five, se clasificó automáticamente a la final del 22 de mayo, junto a la anfitriona Países Bajos, y el resto del Big Five: Alemania, España, Francia y el Reino Unido. La producción del festival decidió respetar el sorteo ya realizado para la edición cancelada de 2020 por lo que se determinó que el país, tendría que transmitir y votar en la primera semifinal.
Los comentarios para Italia corrieron por parte de Gabriele Corsi y Cristiano Malgioglio para televisión mientras que la transmisión por radio fue por parte de Ema Stokholma y Saverio Raimondo durante las semifinales, mientras que Ema Stokholma y Gino Castaldo hicieron lo propio en la final. La portavoz de la votación del jurado profesional italiano fue Carolina Di Domenico.

### Final
Italia tomó parte de los primeros ensayos los días 13 y 15 de mayo, así como de los ensayos generales con vestuario de la primera semifinal los días 17 y 18 de mayo y de la final los días 21 y 22 de mayo. El ensayo general de la tarde del 21 fue tomado en cuenta por los jurados profesionales para emitir sus votos, que representan el 50% de los puntos. Después de los ensayos del 15 de mayo, un sorteo determinó en que mitad de la final participarían los países del Big Five. Italia fue sorteado en la segunda mitad (posiciones 14-26). Una vez conocidos todos los finalistas, los productores del show decidieron el orden de actuación de todos los finalistas, respetando lo determinado por el sorteo. Se decidió que Italia actuara en el lugar 24, por delante de Países Bajos y por detrás de Suecia.
La actuación italiana consistió en una presentación de un grupo de rock, con los integrantes de Måneskin con vestimentas de cuero de color rojo vino y detalles en blanco. Mientras el vocalista Damiano David, la bajista Victoria De Angelis y el guitarrista Ethan Torchio cantaban y tocaban en el escenario y el baterista se encontraba sobre una pequeña estructura de tres niveles, en la pantalla LED se proyectaban fondos en color blanco y rojo con las siluetas de los 4 músicos imitando sus movimientos mientras tocaban. Además la presentación mantuvo distintos juegos de luces que se complementaron con uso de pirotecnia en el estribillo final de la canción.
Durante la votación, Italia se colocó en 4° lugar con 206 puntos en la votación del jurado, incluyendo las máximas puntuaciones de los jurados de Croacia, Eslovenia, Georgia y Ucrania. Posteriormente se reveló que el público le otorgó 318 puntos posicionándolo en primer lugar, con lo cual la sumatoria final de 524 puntos les otorgó la victoria, siendo la tercera victoria en la historia para Italia. Para finalizar el show, el grupo interpretó la versión sin censura de «Zitti e buoni».

### Votación

#### Puntuación otorgada a Italia

##### Final
| Jurado                                             | Jurado | Jurado                                                                               | Jurado                                                         | Jurado                                                         |
| 12 puntos                                          | 10 puntos | 8 puntos                                                                             | 7 puntos                                                       | 6 puntos                                                       |
| -------------------------------------------------- | --- | ------------------------------------------------------------------------------------ | -------------------------------------------------------------- | -------------------------------------------------------------- |
| - Croacia - Eslovenia - Georgia - Ucrania          | - Bulgaria - Lituania - Macedonia del Norte - Rusia - San Marino - Suecia                                                        | - Chipre - Letonia - Serbia - Suiza                                                  | - Islandia                                                     | - Alemania - Australia - Austria - Finlandia - República Checa |
| 5 puntos                                           | 4 puntos | 3 puntos                                                                             | 2 puntos                                                       | 1 punto                                                        |
| - Noruega - Polonia                                | - Albania - Grecia | - Estonia - Portugal - Rumania                                                       | - Bélgica                                                      |                                                                |
| Televoto                                           | |                                                                                      |                                                                |                                                                |
| 12 puntos                                          | 10 puntos | 8 puntos                                                                             | 7 puntos                                                       | 6 puntos                                                       |
| - Bulgaria - Malta - San Marino - Serbia - Ucrania | - Albania - Azerbaiyán - Chipre - Croacia - España - Eslovenia - Francia - Grecia - Lituania - Polonia - Rumania - Rusia - Suiza | - Austria - Bélgica - Estonia - Finlandia - Georgia - Moldavia - Macedonia del Norte | - Alemania - Australia - Israel - Letonia - Noruega - Portugal | - Irlanda - República Checa                                    |
| 5 puntos                                           | 4 puntos | 3 puntos                                                                             | 2 puntos                                                       | 1 punto                                                        |
| - Dinamarca - Islandia                             | | - Reino Unido - Suecia                                                               | - Países Bajos                                                 |                                                                |

#### Puntuación otorgada por Italia
| Puntos    | Jurado   | Televoto   |
| --------- | -------- | ---------- |
| 12 puntos | Israel   | Ucrania    |
| 10 puntos | Bélgica  | Rumania    |
| 8 puntos  | Malta    | Lituania   |
| 7 puntos  | Lituania | Rusia      |
| 6 puntos  | Noruega  | Malta      |
| 5 puntos  | Rusia    | Azerbaiyán |
| 4 puntos  | Suecia   | Bélgica    |
| 3 puntos  | Chipre   | Israel     |
| 2 puntos  | Croacia  | Chipre     |
| 1 punto   | Irlanda  | Noruega    |

| Puntos    | Jurado    | Televoto   |
| --------- | --------- | ---------- |
| 12 puntos | Lituania  | Ucrania    |
| 10 puntos | Finlandia | Albania    |
| 8 puntos  | Islandia  | Finlandia  |
| 7 puntos  | Malta     | Rusia      |
| 6 puntos  | Portugal  | Islandia   |
| 5 puntos  | Bélgica   | Lituania   |
| 4 puntos  | Israel    | Serbia     |
| 3 puntos  | Francia   | San Marino |
| 2 puntos  | Noruega   | Moldavia   |
| 1 punto   | Ucrania   | Francia    |

##### Desglose
El jurado italiano estuvo compuesto por:
- Giusy Cascio
- Emanuele Lombardini
- Stefano Mannucci
- Katia Riccardi
- Gregorio Matteo (jurado solo durante la final)
- Simone Pinelli (jurado solo durante la primera semifinal)

| Semifinal 1 | Semifinal 1         | Semifinal 1 | Semifinal 1 | Semifinal 1 | Semifinal 1 | Semifinal 1 | Semifinal 1 | Semifinal 1 | Semifinal 1 | Semifinal 1 |
| N.º         | País                | Jurado      | Jurado      | Jurado      | Jurado      | Jurado      | Jurado      | Jurado      | Televoto    | Televoto    |
| N.º         | País                | Jurado A    | Jurado B    | Jurado C    | Jurado D    | Jurado E    | Ranking     | Puntos      | Ranking     | Puntos      |
| ----------- | ------------------- | ----------- | ----------- | ----------- | ----------- | ----------- | ----------- | ----------- | ----------- | ----------- |
| 01          | Lituania            | 7           | 8           | 4           | 4           | 2           | 4           | 7           | 3           | 8           |
| 02          | Eslovenia           | 12          | 16          | 9           | 15          | 11          | 13          |             | 16          |             |
| 03          | Rusia               | 6           | 3           | 3           | 8           | 9           | 6           | 5           | 4           | 7           |
| 04          | Suecia              | 4           | 5           | 8           | 6           | 8           | 7           | 4           | 12          |             |
| 05          | Australia           | 11          | 14          | 13          | 13          | 15          | 14          |             | 15          |             |
| 06          | Macedonia del Norte | 16          | 15          | 16          | 14          | 16          | 16          |             | 14          |             |
| 07          | Irlanda             | 14          | 7           | 10          | 7           | 14          | 10          | 1           | 13          |             |
| 08          | Chipre              | 9           | 9           | 11          | 9           | 6           | 8           | 3           | 9           | 2           |
| 09          | Noruega             | 3           | 6           | 6           | 3           | 10          | 5           | 6           | 10          | 1           |
| 10          | Croacia             | 8           | 11          | 15          | 11          | 5           | 9           | 2           | 11          |             |
| 11          | Bélgica             | 2           | 1           | 1           | 5           | 3           | 2           | 10          | 7           | 4           |
| 12          | Israel              | 5           | 2           | 2           | 1           | 1           | 1           | 12          | 8           | 3           |
| 13          | Rumania             | 15          | 13          | 14          | 12          | 12          | 15          |             | 2           | 10          |
| 14          | Azerbaiyán          | 10          | 10          | 12          | 10          | 7           | 11          |             | 6           | 5           |
| 15          | Ucrania             | 13          | 12          | 5           | 16          | 13          | 12          |             | 1           | 12          |
| 16          | Malta               | 1           | 4           | 7           | 2           | 4           | 3           | 8           | 5           | 6           |

| Final | Final        | Final                      | Final                      | Final                      | Final                      | Final                      | Final                      | Final                      | Final                      | Final                      |
| N.º   | País         | Jurado                     | Jurado                     | Jurado                     | Jurado                     | Jurado                     | Jurado                     | Jurado                     | Televoto                   | Televoto                   |
| N.º   | País         | Jurado A                   | Jurado B                   | Jurado C                   | Jurado D                   | Jurado E                   | Ranking                    | Puntos                     | Ranking                    | Puntos                     |
| ----- | ------------ | -------------------------- | -------------------------- | -------------------------- | -------------------------- | -------------------------- | -------------------------- | -------------------------- | -------------------------- | -------------------------- |
| 01    | Chipre       | 19                         | 15                         | 12                         | 8                          | 19                         | 15                         |                            | 21                         |                            |
| 02    | Albania      | 20                         | 18                         | 14                         | 20                         | 25                         | 21                         |                            | 2                          | 10                         |
| 03    | Israel       | 13                         | 4                          | 5                          | 7                          | 15                         | 7                          | 4                          | 19                         |                            |
| 04    | Bélgica      | 7                          | 3                          | 6                          | 3                          | 13                         | 6                          | 5                          | 20                         |                            |
| 05    | Rusia        | 9                          | 6                          | 16                         | 19                         | 12                         | 11                         |                            | 4                          | 7                          |
| 06    | Malta        | 3                          | 12                         | 2                          | 6                          | 2                          | 4                          | 7                          | 14                         |                            |
| 07    | Portugal     | 2                          | 9                          | 7                          | 5                          | 4                          | 5                          | 6                          | 16                         |                            |
| 08    | Serbia       | 25                         | 23                         | 19                         | 17                         | 23                         | 25                         |                            | 7                          | 4                          |
| 09    | Reino Unido  | 18                         | 13                         | 18                         | 14                         | 22                         | 18                         |                            | 25                         |                            |
| 10    | Grecia       | 17                         | 16                         | 17                         | 10                         | 21                         | 17                         |                            | 22                         |                            |
| 11    | Suiza        | 24                         | 21                         | 21                         | 21                         | 16                         | 24                         |                            | 12                         |                            |
| 12    | Islandia     | 8                          | 2                          | 4                          | 2                          | 6                          | 3                          | 8                          | 5                          | 6                          |
| 13    | España       | 21                         | 14                         | 13                         | 22                         | 18                         | 19                         |                            | 24                         |                            |
| 14    | Moldavia     | 22                         | 17                         | 20                         | 18                         | 24                         | 23                         |                            | 9                          | 2                          |
| 15    | Alemania     | 14                         | 25                         | 23                         | 25                         | 17                         | 22                         |                            | 17                         |                            |
| 16    | Finlandia    | 1                          | 10                         | 3                          | 4                          | 3                          | 2                          | 10                         | 3                          | 8                          |
| 17    | Bulgaria     | 23                         | 24                         | 8                          | 13                         | 7                          | 14                         |                            | 15                         |                            |
| 18    | Lituania     | 5                          | 8                          | 1                          | 1                          | 1                          | 1                          | 12                         | 6                          | 5                          |
| 19    | Ucrania      | 6                          | 7                          | 25                         | 24                         | 5                          | 10                         | 1                          | 1                          | 12                         |
| 20    | Francia      | 12                         | 1                          | 15                         | 12                         | 10                         | 8                          | 3                          | 10                         | 1                          |
| 21    | Azerbaiyán   | 15                         | 22                         | 24                         | 23                         | 11                         | 20                         |                            | 18                         |                            |
| 22    | Noruega      | 4                          | 11                         | 10                         | 9                          | 8                          | 9                          | 2                          | 11                         |                            |
| 23    | Países Bajos | 16                         | 19                         | 11                         | 16                         | 14                         | 16                         |                            | 23                         |                            |
| 24    | Italia       | -------------------------- | -------------------------- | -------------------------- | -------------------------- | -------------------------- | -------------------------- | -------------------------- | -------------------------- | -------------------------- |
| 25    | Suecia       | 10                         | 20                         | 9                          | 11                         | 9                          | 12                         |                            | 13                         |                            |
| 26    | San Marino   | 11                         | 5                          | 22                         | 15                         | 20                         | 13                         |                            | 8                          | 3                          |